# Душа пирата
«Душа пирата» (исп. Alma pirata) — аргентинский телесериал, в котором снимались звёзды телесериала «Мятежный дух» Луисана Лопилато и Бенхамин Рохас. Сериал включает в себя 1 сезон. Всего снято 138 серий.
Сериал рассказывает о истории трёх друзей Бенисио, Круса и Ивана, которых спустя многие годы собирает вместе тётя Чарли. Бенисио — мошенник, Крус — фокусник, а Иван — азартный игрок и всех их интересуют только деньги. Они обкрадывают богача Риганти, натыкаются на его красавицу-дочь Аллегру и её подругу Клару. Вскоре друзья узнают, что их отцы были членами Лиги Мечей и хранили тайну Альмы, на которую охотился Риганти. Их отцы давно погибли и только они могли продолжить поиски Альмы.

## Главные герои
Бенисио ДеМарко (Мариано Мартинес) — вор и мошенник. Боится животных. Когда тётя Чарли предлагает ему и двум его друзьям обокрасть яхту Риганти, он отказывается, но потом помогает ребятам. После этого он втягивается в авантюру и становится членом «Лиги Шпаг». По ходу сериала Бенисио влюбляется в Аллегру, хотя вначале он делает вид, что не испытывает к ней никаких чувств. Впервые его чувства проявляются, когда они с Аллегрой попадают в шторм и она падает за борт. Он сразу же прыгает за ней, а потом уже оказавшись на острове видит её лежащей без сознания у берега. Так же, когда на острове его кусает змея, то в бреду он говорит, что влюбился в Аллегру с первого взгляда. В середине сериала герой погибает от ножа злодея Риганти, после чего его место в «Лиге Шпаг» становится вакантным.
Крус Наварро (Бенхамин Рохас) — фокусник. Слабость Круса — замужние женщины. Мало того, что он стал частью «Лиги Шпаг», Крус ещё и закрутил роман с невестой Джино Риганти Марилин, которая впоследствии стала его женой. Впоследствии Марилин забеременела и после долгих мучений, ушла к волшебнику (Марилин так ласково называла Круса).
Иван Феррер (Фабиан Маццей) — акушер и азартный игрок. Он вместе с Крусом обокрал Джино, а потом вступил в «Лигу Шпаг». Сам того не зная, Иван знакомится с матерью Круса и проводит с ней ночь. По ходу сериала в него влюбляется несовершеннолетняя сестра Круса Канделария. Поначалу он всячески отвергал её, но когда она бросила попытки завести с Иваном отношения и стала встречаться с одноклассником, Феррер сам стал бегать за девушкой. Она не выдержала и они стали тайно встречаться. Круз был против их отношений. Мать Канде и Круса тоже не хотела, чтобы Иван встречался с Канделарией.
Аллегра Риганти (Луисана Лопилато) — дочь Джино Риганти, работает журналисткой. У неё клаустрофобия. Очень своенравная натура. Сначала она вместе со своей подругой Кларой препятствует поискам Альмы, но потом она «открывает глаза» и становится членом «Лиги Шпаг». Становится известно, что её мать Анна, погибла вместе с отцами главных героев. По ходу сериала она влюбляется в Бенисио, но поначалу не хочет в этом себе признаться, всё время говоря, что Клара влюблена в него. Но всё-таки они будут вместе, но недолго. Отец Аллегры убивает Бенисио, после чего девушка уходит из дома. А когда в её жизни появляется кузен Бенисио Андрес, Аллегра частично забывает о скорби по любимому.
Андрес ДеМарко (Николас Васкес) — кузен Бенисио, кузнец. Андрес появляется после смерти Бенисио и занимает его место в «Лиге Шпаг». По началу этот обаятельный деревенщина пугается всему, но потом привыкает и охотно участвует в авантюрах, которые приведут ребят к заветной Альме. С самого начала Андрес был очарован Аллегрой. Он всячески обращает её внимание на себя и пытается с ней заигрывать, но девушка не может выкинуть из души боль от потери любимого. В конце у него и Аллегры рождается ребёнок.

## Остальные роли
Эльса Пинилья — Марилин Кастельяно — невеста Джино, которая всячески ревнует его. Их помолвка никак не могла состояться, так как Джино не хотел праздновать без своей дочери. У неё и Аллегры достаточно напряжённые отношения, хотя Мерилин часто пользуются одеждой Аллегры. Почти сразу же влюбляется в Круза.
Исабель Маседо — Клара Троглио — фотограф и лучшая подруга Аллегры. Вначале они обе хотели уехать от Джино, а затем занялись поисками Альмы. В детстве была подругой Бенисио, потом их отношения продолжились позже. Она часто ревновала его к Аллегре, но сама не раз говорила, что подруга для неё важнее. Один раз она застала Бенисио спящим вместе с Аллегрой, хотя парень говорил, что может спать только один. Затем они расстались, когда Бенисио сказал, что не любит Клару. Вскоре выясняется, что она сводная сестра Аллегры из-за чего она ссорится с матерью. Затем у неё завязываются отношения с Пабло.
Хулия Кальво — Карлота Троглио (тётя Чарли) — мать Клары и подруга отцов главных героев. Именно она собрала их вместе и всячески им помогала. Также она фактически заменила Аллегре мать. Не знала, кто является отцом её дочери. Вскоре всплывает то, что она и Анна были лучшими подругами, а затем Чарли влюбилась в парня своей подруги — Джино. Проведя ночь вместе с ним она забеременела, а через несколько дней Анна и Джино объявили о свадьбе. Можно сказать, что Клара и Аллегра повторяли их с Анной судьбу.
Игнасио Гадано — Джино Риганти — отец Аллегры, будущий муж Марилин. Именно он стоял за убийством отцов главных героев. Хочет сам найти Альму. Очень любит дочь и хорошо относится к её подруги. Убивает Бенисио.
Херардо Чендо — Франциско (Панчо) — друг Ивана и его коллега. Назвался Джино именем Иван, после чего был серьезно ранен. Позже выясняется, что он влюблен в Ивана.
Агустина Кордова — Канделария Наварро — сестра Круса. Они часто ссорятся с братом, чаще из-за того что девушка часто берет его штучки для фокусов. Влюблена в Ивана.
Бернабе Фернандес — Иньяки Кастельяно — брат Марилин и начальник Клары с Аллегрой. К Кларе относится очень предвзято, а Аллегра ему нравится. Проявляет к ней симпатию и прощает все неповиновения. Когда она не приходит к нему на свидание, шпионит за ней.
Пето Менахем — Пабло — главный помощник Джино. Именно он разгадывает загадки, составленные отцами главных героев.
Химена Аккарди — Бернардита ДеМарко — сестра Андреса. Очень любознательная девушка, которая очень сильно любит своего брата.
Херман Курто — Федерико
Ванесса Гонсалес — София
Диего Викос — Мануэль
Хавьер Хейт — Педро
Виолета Неон — Лаура — возлюбленная Ивана, с которой он поссорился. Часто названивал ей, чтобы она его простила. Когда девушка решила его простить, то на его телефон ответила Клара, а затем придя к нему домой, иван не открыл ей дверь. На вопрос: «Ты с девушкой?», ей ответила Клара и Аллегра.
Хорхе Ноласко — Омар Хосе Херонимо — один из членов Ордена. Познакомился с Чарли под видом электрика и закрутил с ней роман, что бы шпионить за Лигой. Впоследствии влюбляется в неё, но Чарли узнаёт о его тайне.
Хорхе Нуньес — Дон Пепе — дед Ивана. Немного спятил, и главные герои не всегда могут его успокоить. Уверен, что Бенисио — женщина, которая ему очень нравится.
Мария Рохи — Наташа — подруга отцов главных героев, как и Чарли. Она проводит 3 испытания, перед тем, как главные герои создают орден. Очень хороша в фехтовании.
Агустин Сьерра — Агустин
Сандра Бальестерос — Хуана
Анна Риганти — жена Джино и мать Аллегры. Во время взрыва на яхте, где погибли отцы Круса, Ивана и Бенисио, она тоже находилась там.